# Дубівці (станція)
Ду́бівці — проміжна залізнична станція Івано-Франківської дирекції залізничних перевезень Львівської залізниці на лінії Ходорів — Хриплин між станціями Єзупіль (7 км) та Галич (7 км). Розташована у селі Дубівці Івано-Франківського району Івано-Франківської області.

## Пасажирське сполучення
На станції зупиняються  приміські поїзди сполученням Івано-Франківськ — Ходорів.